# ロイズ・バンキング・グループ
ロイズ・バンキング・グループ (Lloyds Banking Group plc) は、ロイズ銀行を中心とする、イギリスの銀行・保険グループ会社である。現在のグループは、2009年にロイズTSBとHBOS の合併で設立された。ロンドン証券取引所、ニューヨーク証券取引所上場企業（LSE: LLOY、NYSE: LYG）。グループ本社はロンドンのグレシャム・ストリート25番地に事務所を構える。スコットランド事務所はエディンバラのジョージ・ストリート、ヘンリー・ダンカン・ハウスにある。
ロイズ・バンキング・グループは、現在イギリスで第4位の規模を持つ銀行グループであり、ロイズ銀行を運営するほか、生命保険会社スコティッシュ・ウィドウズ (Scottish Widows)、金融会社ブラック・ホースなどをグループ企業に持つ。
ロングランとなる広告シリーズがロイズ銀行によって始められ、ロイズ・バンキング・グループのコマーシャルで未だに使われているのが黒いトラケーネン馬であり、現在はエレーナ・カッツ＝チェルニンのアルバム『ワイルド・スワンズ』より「エリザ・アリア」の曲を使用している。

## 沿革

### ロイズTSBの設立
ロイズTSBは1995年、ロイズ銀行とトラスティー・セービング・バンク (TSB) が経営統合で合意し、設立された。この時点でイギリス国内においては、マーケットキャピタリゼーション（資本金）でHSBCホールディングスに次いで第2位、市場シェアでは第1位の銀行であった。HSBCには1990年にカナダ部門を売却している。
ロイズ銀行はイギリスで最も歴史のある銀行の一つで、1765年バーミンガムで設立された。戦間期の1923年にCox & Kingsを買収するなど合併を繰り返して、ロイズは英国4大銀行の1つとなった。
これに対してTSBは、1985年に議会法令により、グレートブリテンに残る全ての貯蓄銀行を、TSB銀行の下に統合して設立された。しかしながら、TSBはその起源を、1810年にダンフリーシュシャーのルースウェルにおいて、ヘンリー・ダンカン (Henry Duncan)によって創設された最初の貯蓄銀行にまで遡ることができる。

### イギリスにおける拡大

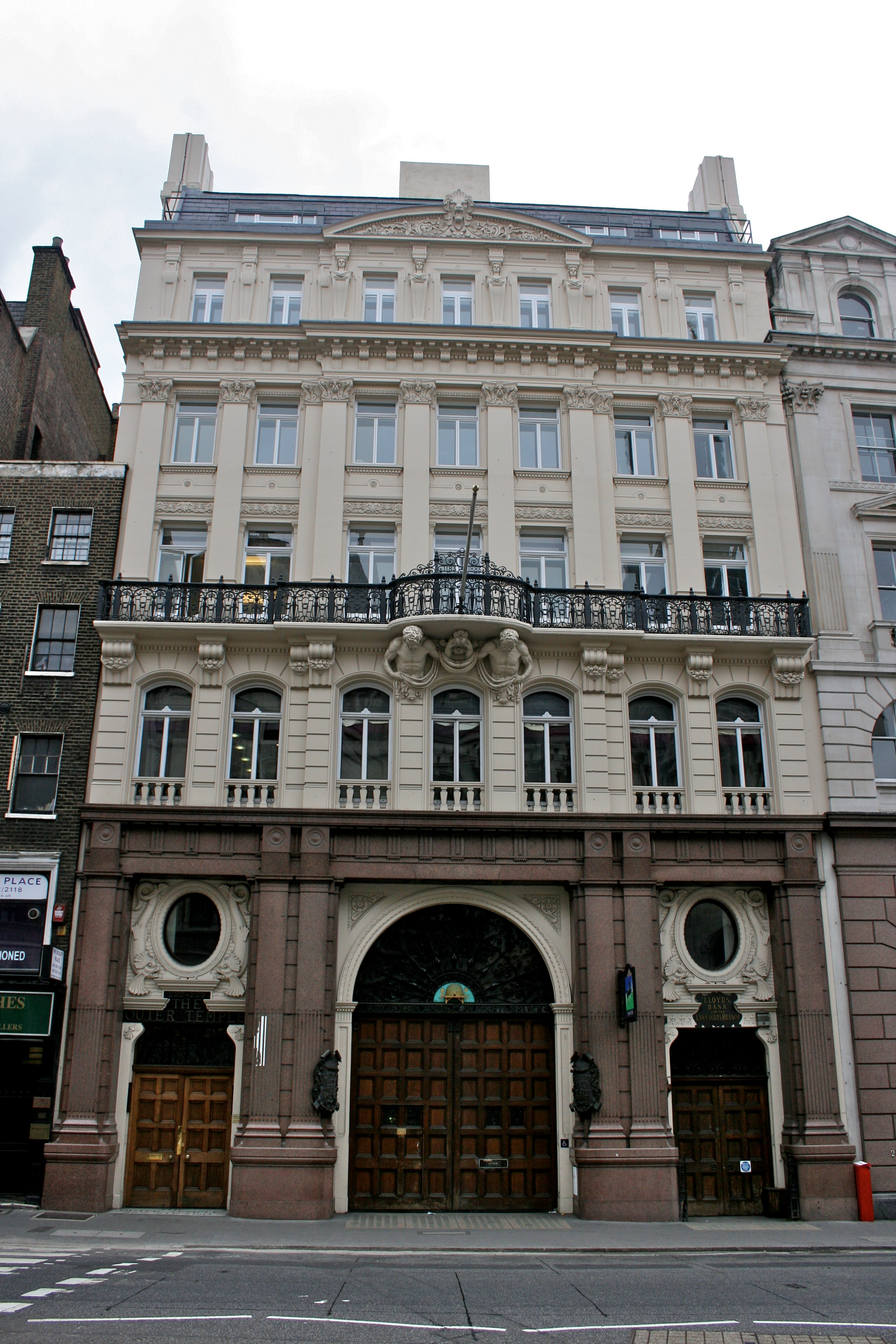
ロンドン・ストランド通り沿いのロイズ銀行店舗

ロイズTSBの誕生は、イギリス銀行市場における大規模合併の始まりであった。ロイズTSBも、この合併競争に参加し続け、2001年には大手銀行アビー・ナショナル (Abbey National plc) に対する株式公開買い付けを行った。しかし、これは後に、英国競争委員会 (Competition Commission) により差し止められた。
2000年、グループは、エジンバラを拠点とする相互生命保険会社スコティッシュ・ウィドウズを70億ポンドで買収した。これによりグループは、プルーデンシャルに次いでイギリス第2位の生保・年金プロバイダー会社となった。
グループは後に、セントリカからゴールドフィッシュ・フィナンシャル・サービス・グループを買収した。しかし、このブランドは後に、モルガン・スタンレーに売却されることとなった。
2000年9月、ロイズTSBはスタンダードチャータード銀行からチャータード・トラストを6億2700万ポンドで買い取った。そして、これをブラック・ホースに商号変更し、イギリス国内において自動車金融、小売金融、個人金融を提供するロイズTSBの資産金融部門として組織した。

### ロイズ・バンキング・グループへ
ロイズTSBは設立当初、イギリスおよびヨーロッパで最大の銀行であった。しかし、他のイギリス銀行、とりわけロイヤルバンク・オブ・スコットランドの急成長に後れを取ることになった。スコティッシュ・ウィドウズ生命保険組合の獲得は、金額的に安くない買い物と判断された。2008年以降の世界不況の影響を受けた業績の悪化により、ロイズTSBは多くの海外資産を処分せざるを得ず、ブラジル及びニュージーランドの業務から撤退した。しかしその後、財政状況を回復させている。
2009年、同業のHBOSを買収し、金融持ち株会社である「ロイズTSBグループ（Lloyds TSB Group）」は「ロイズ・バンキング・グループ（Lloyds Banking Group）」に改称した。これにより、スコットランド銀行やHalifax、Birmingham Midshiresなどの金融機関もグループの一員となった。2016年10月時点で、ロンドン証券取引所上場企業中、14番目の時価総額を持っている。

## 日本支店
1974年、ロイズ銀行は日本における窓口として、東京支店を開設した。現在は、外貨預金業務のほか、海外送金サービス「Goロイズ」に力を入れている。2013年8月21日付で金融庁の認可を得て、2013年9月30日に東京支店は閉鎖した。なお東京支店の銀行業務は、新生銀行へ2013年3月1日付で移管している。

## グループ構成
- 英国内小売銀行業
  - ロイズ銀行 (Lloyds Bank) - イングランド及びウェールズ
  - スコットランド銀行 (Bank of Scotland) - スコットランド
  - スコティッシュ・ウィドウズ銀行 (Scottish Widows Bank) - スコティッシュ・ウィドウズの直営銀行
  - LDC
  - AMC
  - コリーズ (COLLEYS)
  - バーミンガム・ミッドシャー (Birmngham Midshires)

- 保険・投資業
  - ハリファックス (Halifax)
  - スコティッシュ・ウィドウズ (Scottish Widows)

- 卸売銀行・国際銀行業
  - レクス・オートリース (LEX AUTOLEASE)
  - ブラックホース (Blackhorse)